# شمس أباد (همت أباد)
شمس أباد (بالفارسية: شمس‌آباد) هي مستوطنة تقع في إيران في قسم همت أباد الريفي. يقدر عدد سكانها بـ 654 نسمة .